# Krajan Browary Kujawsko-Pomorskie
Krajan Browary Kujawsko-Pomorskie – browar założony w 1993 roku na terenie spółki ogrodniczej w Trzeciewnicy. Zakład jest członkiem Stowarzyszenia Regionalnych Browarów Polskich.
Większościowym udziałowcem w zarządzającej zakładem spółce Krajan Browary Kujawsko-Pomorskie Sp. z o.o. jest amerykański przedsiębiorca polskiego pochodzenia, Walter Kotaba.

## Historia
Produkcję piwa w Browarze Krajan rozpoczęto w 1994 roku. Wynosiła ona początkowo 20 tysięcy hektolitrów rocznie. W 1997 roku podjęto decyzję o rozbudowie zakładu, co umożliwiło ekspansję marki na rynek ogólnopolski. Dzięki poczynionym inwestycjom, w 2000 roku możliwości produkcyjne zakładu osiągnęły poziom ponad 100 tysięcy hektolitrów piwa rocznie.
W kolejnych latach następował dalszy rozwój firmy, m.in. powstała nowa hala oraz linia rozlewu, zakupiono automatyczną stację filtracyjną, zautomatyzowano procesy produkcyjne oraz wdrożono nowe systemy kontroli jakości. Oprócz tego, inwestowano w tworzenie nowych produktów oraz sieci barów.
W 2004 roku ukształtowana została struktura organizacyjno-prawna, w której działa obecnie browar.

## Produkty
Lager
- Bawar
- Czarny Koń
- Irlandzkie Czerwone
- Irlandzkie Zielone
- Irlandzkie Jasne
- Jakt 5.3
- Jakt 6.5
- Krajan Specjal
- Krajan Niefiltrowane
- Miodowe
- Mocne Bawarskie
- Mocny Browar
- Nakielskie Jasne
- Złoty Strong
- Bydgoskie Jasne
- Bydgoskie Full

Piwo ciemne
- Nakielskie Ciemne
- Irlandzkie Mocne
- Irlandzkie Ciemne

Porter bałtycki
- Porter
- Jakt 8.0

## Nagrody i wyróżnienia
- 2008 Irlandzkie Mocne - Piwo Roku 2007 według Bractwa Piwnego